# مارلين أرسكين
مارلين أرسكين (بالإنجليزية: Marilyn Erskine)‏ هي ممثلة أمريكية، ولدت في 24 أبريل 1926 في روتشستر في الولايات المتحدة.

## وصلات خارجية
- مارلين أرسكين على موقع IMDb (الإنجليزية)
- مارلين أرسكين على موقع قاعدة بيانات برودواي على الإنترنت (الإنجليزية)
- مارلين أرسكين على موقع قاعدة بيانات الفيلم (الإنجليزية)